# Mestna država
Mestna država je majhna suverena država, ki običajno obsega eno samo mesto in njegovo neodvisno ozemlje.
Med zgodovinske mestne države spadajo na primer Rim, Atene, Kartagina in italijanske mestne države v obdobju renesanse. Danes obstaja le peščica suverenih mestnih držav. Med države, ki se dokaj soglasno urščajo med mestne, spadajo San Marino, Singapur, Monako, Vatikan in Lihtenštajn.
Značilnosti mestnih držav imajo tudi druge majhne sodobne države, na primer Katar, Brunei, Kuvajt Bahrajn, in Malta. V teh državah živi večina prebivalstva v enem samem mestu, ki je hkrati glavno mesto države. Kot mestna država se pogosto omenja tudi San Marino, čeprav nima velikega urbanega središča, značilnega za tradicionalne mestne države.
Veliko stopnjo avtonomije ima tudi več nesuverenih mest, ki se včasih štejejo za mestne države. Takšna so na primer Hongkong in Makao in neodvisne članice Združenih arabskih emiratov, med katerimi izstopata Dubaj in Abu Dabi.

## Zgodovinsko ozadje

### Stari in srednji vek
Med zgodovinske mestne države spadata sumerski mesti Uruk in Ur, egipčanski mesti Tebe in Memfis, feničanski mesti Tir in Sidon, pet filistejskih mestnih držav (Gaza, Aškelon, Ašdod, Ekron in Gat), mestna država berberskih Garamantov, grške mestne države (polis) Atene, Šparta, Tebe in Korint, Rimska republika, ki je iz mestne države prerasla v svetovno velesilo, majevska in druge kulture predkolumbovske Srednje Amerike  (Chichen Itza, Tikal, Copán in Monte Albán), srednjeazijska mesta ob svilni cesti, mestne države na obali vzhodne Afrike, Benetke, Dubrovnik, srednjeveški ruski mesti Novgorod in Pskov in številna druga. Danski zgodovinar Poul Holm med mestne države uvršča tudi vikiška kolonialna mesta v srednjeveški Irski, med katerimi je bil najpomembnejši Dublin.
Feničansko mesto Kition na Cipru, sodobna Larnaka, je kot mestna država delovalo od okoli 800 pr. n. št. do 4. stoletja pr. n. št.
Med najbolj znane primere kulture mestnih držav spadajo starogrške mestne države in trgovske mestne države renesančne Italije, organizirane v majhna neodvisna središča. Uspehi majhnih regionalnih enot, ki so delovale kot avtonomni akterji v sicer ohlapnem geografskem in kuturnem širšem okolju, na primer v Italiji in Grčiji, so pogosto preprečevali njihovo združevanje v večje nacionalne enote. Nekatere majhne politične entitete so zaradi premajhne vojaške moči živele zelo malo časa in postale lahek plen močnejših zavojevalcev. Njihovo propadanje je utrlo pot večjim državnim tvorbam kot so nacionalne države in imperiji.

### Jugovzhodna Azija
Na celinski jugovzhodni Aziji so skupine aristokratov, budističnih voditeljev in drugih organizirale naselja v avtonomne ali polavtonomne mestne države. Države so bile običajno v tributarnem odnosu z večjimi, te pa s še večjimi državami. Sistem je dosegel višek z mestnimi državami Ajuthaja, Bagan, Bangkok in drugimi, ki so postale centri moči v jugovzhodni Aziji. Sistem je deloval do 19. stoletja, ko se je začela kolonizacija iz evropskih držav. Siam, regionalna sila tistega časa, je moral zaradi pogajanj z evropskimi silami definirati svoje meje, zato je siamska vlada opustila tributarni sistem (mueang) in ustanovila nacionalno državo, v katero je vključila svoja tributarna mesta Lan Xang v Kambodži in nekaj malajskih mest.
V zgodnji zgodovini Filipinov je obstajala zapletena socialno-politična skupnost barangaj,  v kateri zgodovinarji vidijo prevladujoč organizacijski vzorec v različnih ljudstvih Filipinskega otočja. Te socialno-politične enote se včasih omenjajo tudi kot barangajske države, čeprav to niso bile. Bolj primeren naziv zanje je barangaji. Več dokazov kaže, da so bile mestne države, katerim so vladali datuji, radže in sultani, dokaj neodvisne.  Zgodnji letopisci pišejo, da se je ime razvilo iz besede balangaj, ki pomeni čoln iz desk, ki je bil pred prihodom evropskih kolonizatorjev v široki rabi v različnih kulturah na Filipinskem otočju.

### Srednja Evropa
V Svetem rimskem cesarstvu so imela svobodna cesarska mesta dokaj veliko avtonomijo, ki je imela mednarodno zakonsko osnovo v Westfalskem mirovnem sporazumu, sklenjenem leta 1648. Nekatera, na primer hanzeatska mesta Bremen, Hamburg in Lübeck, so se združila, vzpostavila trgovinske stike s tujino in dobila precejšnjo diplomatsko moč. Mesta so pogosto sklepala zavezništva s sosednjimi mesti in regijami, vključno s Hanseatsko zvezo, Švabsko zvezo mest, Dekapolom ali Staro švicarsko konfederacijo. Švicarski kantoni Zürich, Bern, Luzern, Fribourg, Solothurn, Basel, Schaffhausen in  Ženeva so se razvili iz mestnih držav.
Po razpustitvi Svetega rimskega cesarstva leta 1806 so mesta, takrat člani različnih konfederacij, postala suverene mestne države. Takšna je bila na primer Svobodno hanseatsko mesto Bremen  (1806–1811 in ponovno 1813–1871), Svobodno mesto Frankfurt na Majni (1815–1866), Svobodno in hanseatsko mesto Lübeck (1806–1811 in ponovno 1813–1871) in Svobodno mesto Krakov (1815–1846). Pod Habsburžani je imela Reka status corpus separatum in veliko značilnosti mestne države.
Kasnejša mestna država, čeprav z omejeno suverenostjo, je bil Zahodni Berin (1948–1990), ki uradno ni pripadal nobeni državi, ampak so mu vladali zahodni zavezniki. Zavezniki, uradno okupatorji, so dovoljevali, da je Berlin deloval kot samostojno mesto in imel hkrati tesne stike z Zvezno republiko Nemčijo, čeprav po zakonu nikoli ni spadal vanjo.

### Apeninski polotok
Najpomembnejše mestne države na Apeninskem polotoku so bile Beneška republika, Genovska republika, Republika Amalfi, Republika Firence, Milansko vojvodstvo in Papeška država.

### Mesta 20. stoletja pod mednarodnim nadzorom

#### Svobodno mesto Danzig
Svobodno mesto Danzig je bila polavtonomna mestna država, ki je obstajala od leta 1920 do 1939. Obsegala je baltsko pristanišče Danzig (zdaj Gdansk, Poljska) in skoraj 200 naselij v njegovi okolici. Ustanovljena je bila 15. novembra 1920 v skladu z določili 100. člena Versajske mirovne pogodbe, podpisane po prvi svetovni vojni leta 1919.

#### Svobodna reška država
Po prvi svetovni vojni je imelo mesto Reka kot corpus separatum precejšnjo avtonomijo pod habsburško oblastjo. 12. septembra 1919 je mesto zasedel Gabriele D'Annunzio z reškimi legionarji, prevzel oblast kot vojaški poveljnik, mesto pa je še naprej upravljal Narodni svet. Začasna italijanska vlada je 8. septembra 1920 razglasila italijansko regenco Kvarnerja in se skladno s 4. členom Rapalske pogodbe obvezala, da bo spoštovala popolno svobodo in neodvisnost Reške države, ki je obsegala mesto Reka in njeno zaledje v velikosti 28 km2. Oblast so že naslednje leto prevzeli avtonomisti in leto kasneje fašisti, kar je pomenilo prvi korak k aneksiji Reke k Italiji. 27. januarja 1924 sta kraljevini SHS in Kraljevina Italija podpisali sporazum o prijeteljstvu, po katerem je bila Reška država do druge svetovne vojne priključena k Italiji.

#### Mednarodno mesto Šanghaj
Mednarodno mesto Šanghaj (1845-1943) je bila mednarodna cona na ozemlju Kitajske z lastnim pravnim sistemom, poštno službo in valuto. Ustanovljeno je bilo skladno z Nankinškim sporazumom, podpisanim 29. avgusta 1842.

#### Tanger
Mednarodna cona znotraj mesta Tanger v severni Afriki meri približno 373 km2. Cona je imela sprva mešano francosko-špansko-britansko upravo, kateri so se kasneje pridružile Portugalska, Italija, Belgija, Nizozemska, Švedska in Združene države Amerike. Cona je bila najprej priključena k Maroku. Leta 1923 je postala francosko-španski protektorat in bila 29. oktobra 1956 ponovno vključena v Maroko.

#### Memel
Memelsko ozemlje ali Klaipėdska regija je bila določena z Versajsko pogodbo iz leta 1920 in prišla pod upravo Sveta ambasadorjev. Pod nadzorom Društva narodov naj bi ostala do referenduma, na katerem bi prebivalci regije odločili, ali se ozemlje vrne Nemčiji ali na. Večino prebivalstva so tvorili etnični Nemci. Manjšino so tvorili pruski Litovci in Memelci. Memelsko ozemlje je v klaipedskem uporu leta 1923 okupirala Litva.

#### Trst
Svobodno tržaško ozemlje je bilo neodvisno ozemlje med Jugoslavijo in Italijo  v delu Slovenskega primorja in severozahodni Istri pod neposredno upravo Varnostnega sveta Združenih narodov. Obstajalo je od leta 1947 do 1954. Združeni narodi so ga poskušali pretvoriti v mestno državo, vendar jim to ni uspelo. Ozemlje je bilo leta 1954 razdeljeno med Jugoslavijo in Italijo.

#### Jeruzalem
Po načrtu Združenih narodov za razdelitev Palestine iz leta 1947 je bil Britanski mandat za Palestino razdeljen med tri države: judovsko državo Izrael, arabsko državo Palestino in corpus separatum (dobesedno ločeno telo), sestavljen iz mestne države Jeruzalem pod nadzorom Skrbniškega sveta Združenih narodov. Implementacija načrta je kljub temu, da je imela nekaj mednarodne podpore, z izbruhom palestinske vojne leta 1948 spodletela. Jeruzalem je bil razdeljen na Zahodni in Vzhodni Jeruzalem. V slednjem je v šestnevni vojni leta 1967 oblast prevzel Izrael.

## Sodobne mestne države

### Monako
Kneževina Monako je neodvisna mestna država, sestavljena iz Monaka-mesto, starodavnega utrjenega mesta, in Monte Carla. Mestna država ima od leta 1917 tri mestne občine (communes). Ima tudi majhno vojsko, vendar se v obrambnem smislu zanaša na francoske oborožene sile.

### Singapur
Singapur je otoška mestna država v Jugovzhodni Aziji. Njena površina meri 700 km2 in ima 5,2 milijona prebivalcev. Singapur je, za Monakom, druga najgosteje naseljena država na svetu. V preteklosti je bil del Malezijske federacije, iz katere je bil izključen leta 1965. The Economist ima Singapur za edino "povsem samostojno delujočo mestno državo na svetu". Ima svojo lastno valuto in oborožene sile.

### Vatikan
Rim je bil do septembra 1870 del Papeške države in kot tak pod papeževo oblastjo. Ko je mesto zasedel kralj Viktor Emanuel II., je papež Pij IX. odklonil priznanje nove Kraljevine Italije. Ker Pij IX. ni mogel potovati brez priznanja kraljeve avtoritete, so se on in njegovi nasledniki razglašali za "ujetnike Vatikana", ker po zasedbi papeškega prestola niso mogli zapustiti 0,44 km2 velike papeške enklave.
Težavo so rešili leta 1929 z Lateranskim sporazumom, ki so ga podpisali italijanski diktator Benito Mussolini, kralj Viktor Emanuel III. in papež Pij XI.  Vatikan je bil s sporazumom priznan kot samostojna država na čelu s papežem. Vatikanska mestna država ima svoje državljanstvo, diplomatski zbor, zastavo, grb in poštne znamke. S komaj 1.000 prebivalci, med katerimi prevladujejo kleriki, je najmanjša suverena država na svetu.

## Nesuverene mestne države
Nekaj mest in urbanih ozemelj nima statusa suverene države, vendar uživa tako visoko stopnjo avtonomnosti, da delujejo kot mestne države. Mednje spadajo:
- Španija:  Ceuta in Melilla v severni Afriki[26]
- Kitajska: Hongkong in Macau[4]
- Združeno kraljestvo: Gibraltar[27]
- Združeni arabski emirati: sedem emiratov, zlasti Abu Dabi, Dubaj in Šardža
- Švica: Basel-mesto[28]

### Nemške mestne države
Za mestni državi (nemško Stadtstaaten) se štejeta nemški mesti Berlin in Hamburg. Pogosto se kot mestna država omenja tudi Bremen, čeprav je sestavljen iz dveh mest, Bremen in Bremerhaven, ločenih s Spodnjo Saško. Omenjena mesta s še trinajst drugih dežel (nemško Flächenländer) tvorijo šestnajst zveznih dežel Republike Nemčije.  Hamburg in Bremen sta "svobodni in hanseatski mesti".
Mestne države imajo na splošno enake pravice in dolžnosti kot druge zvezne dežele. Izjema je financiranje, ker zaradi demografskih značilnosti dobijo več denarja kot druge. Od drugih se razlikujejo predvsem po nazivih državnih organov: njihove vlade se imenujejo Senat, ministrski predsedniki pa župan (Berlin in Hamburg) ali predsednik Senata (Bremen). Razlikujejo se tudi nazivih svojih parlamentov.
V 18. stoletju je imelo veliko mest status svobodnega cesarskega mesta (nemško Reichsstädte). Po napoleonskem obdobju so leta 1815 ostale samo štiri mestne države: Hamburg, Bremen in Lübeck v severni Nemčiji in Frankfurt, kjer je bil Zvezni zbor. Frankfurt je bil eta 1866 vključen v Prusijo, Lübeck pa je postal del Prusije v nacionalsocialističnem obdobju leta 1937. Berlin je bil leta 1945 razdeljen na Vzhodni in Zahodni Berlin. Slednji je bil nemška kvazi država pod nadzorom zahodnih zaveznikov. Od leta 1990/1991 je Berlin združen in ima status nemške zvezne dežele.